# Louis Williquet
Louis Williquet (Liegi, 2 luglio 1894 – Bruxelles, 4 febbraio 1937) è stato un sollevatore belga.
Prese parte alle Olimpiadi di Anversa 1920, vincendo la medaglia d'argento nella categoria dei pesi leggeri (fino a 67,5 kg.), giungendo alle spalle dell'estone Alfred Neuland e precedendo il connazionale Georges Rooms.